# Kellie Wells (athlétisme)
Pour les articles homonymes, voir Kellie Wells et Wells.
Kellie Wells (née le 16 juillet 1982) est une athlète américaine, spécialiste du sprint et notamment du 100 m haies. Elle est entrainée par l'ancien sprinteur Dennis Mitchell.

## Biographie
En février 2011, elle réalise à maintes reprises la meilleure performance mondiale de l'année (MPMA) sur 60 mètres haies. Ainsi, lors du meeting de Liévin, le 8 février 2011, elle améliore la MPMA 2011 sur 60 m haies, d'abord en séries (7 s 87) puis en finale (7 s 85). Quelques jours plus tard, le 11 février, elle améliore encore sa MPMA avec 7 s 84 en séries de la réunion en salle de Düsseldorf. Deux jours après, elle améliore une nouvelle fois la référence avec un chrono de 7 s 82 lors de la réunion en salle de Karlsruhe. Le 27 février, lors des Championnats des États-Unis d'athlétisme en salle à Albuquerque, elle signe à nouveau un temps de référence en demi-finale puis finale : 7 s 79 (MPM).
Kellie Wells remporte son premier titre national en plein air à l'occasion des Championnats des États-Unis de Eugene dans le temps de 12 s 50 dans des conditions de vent régulières de 1,8 m/s, améliorant de 8 centièmes de seconde son record personnel établi début mai à Doha. Elle se qualifie par la même occasion pour les Championnats du monde de Daegu.
Son début de saison 2012 est plutôt prometteur, en salle d'abord, en plein air ensuite. Ainsi, par exemple, le 31 mai au meeting de Rome, elle termine seconde du 100 m haies, meilleur temps de réaction, à 1 centièmes de sa compatriote Dawn Harper (12 s 66). Quelques semaines plus tôt, elle avait également échoué à la seconde place (12 s 72) derrière la Jamaïcaine Brigitte Ann Foster-Hylton au premier meeting de diamant de Doha. Toutefois, mi juillet, lors du London Grand Prix, 8e étape de la ligue de diamant 2012, elle bat avec 12 s 57 la championne du monde en titre australienne Sally Pearson (12 s 59), Ginnie Crawford complétant le podium.
Aux Jeux de Londres, elle décroche la médaille de bronze en battant son record personnel en 12 s 48.
En juin 2013, dans un vent légal de 1,2 m/s, Brianna Rollins, qui vient de passer professionnelle après avoir couru pour l'Université de Clemson (Caroline du Sud), devance à Des Moines (Iowa) en finale des sélections américaines pour les Mondiaux 2013 Queen Harrison (12 s 43) et Nia Ali (12 s 48) pour améliorer de 07/100 le record des États-Unis, détenu depuis treize ans par Gail Devers. Elle égale la quatrième performance de l'histoire en 12 s 26. Kellie Wells et Lolo Jones n'iront pas aux Mondiaux de Moscou, prenant respectivement les 4e et 5e places dans une finale à laquelle ne participait pas Dawn Harper. 
En 2016 aux Jeux de Rio elle remporte le bronze sur 100m haies derrière sa compatriote Dawn Harper et l'australienne Sally Pearson.

## Palmarès

### International
| Date | Compétition      | Lieu             | Résultat | Épreuve     | Temps   |
| ---- | ---------------- | ---------------- | -------- | ----------- | ------- |
| 2011 | Ligue de diamant | Ligue de diamant | 3e       | 100 m haies | détails |
| 2012 | Jeux olympiques  | Londres          | 3e       | 100 m haies | 12 s 48 |

### National
- Championnats des États-Unis : 
  - plein air : vainqueur du 100 m haies en 2011, 2e en 2010
  - salle : vainqueur du 60 m haies en 2011

## Records
| Épreuve     | Épreuve   | Performance | Lieu        | Date            |
| ----------- | --------- | ----------- | ----------- | --------------- |
| 100 m haies | Plein air | 12 s 48     | Londres     | 7 août 2012     |
| 60 m haies  | En salle  | 7 s 79      | Albuquerque | 27 février 2011 |

### Meilleures performances par année
| Année | Temps   | Date           | Lieu        | Rang Mondial |
| ----- | ------- | -------------- | ----------- | ------------ |
| 2001  | 14 s 70 | 2 juin 2001    | Richmond    | -            |
| 2002  | -       | -              | -           | -            |
| 2003  | 13 s 96 | 17 mai 2003    | Atlanta     | 447          |
| 2004  | 13 s 25 | 10 juin 2004   | Austin      | 96           |
| 2005  | 13 s 57 | 9 avril 2005   | Durham      | 193          |
| 2006  | 13 s 25 | 3 juin 2006    | New York    | 88           |
| 2007  | 12 s 93 | 10 juin 2007   | Bydgoszcz   | 32           |
| 2008  | 12 s 58 | 6 juillet 2008 | Eugene      | 10           |
| 2009  | 13 s 01 | 3 avril 2009   | Gainesville | 44           |
| 2010  | 12 s 84 | 26 juin 2010   | Des Moines  | 21           |
| 2011  | 12 s 50 | 26 juin 2011   | Eugene      | 4            |
| 2012  | 12 s 48 | 7 août 2012    | Londres     | 3            |
| 2013  | 12 s 54 | 22 juin 2013   | Des Moines  | 7            |
| 2014  | 12 s 68 | 26 avril 2014  | Des Moines  | 9            |